# Азартні ігри в Нідерландах
Азартні ігри в Нідерландах є законними й жорстко регулюються державою. Азартні ігри в інтернеті в материковій частині НІдерландів заборонені.
За регулювання цієї сфери в країні відповідає компанія «Нідерландське управління азартними іграми» нід. Kansspelautoriteit або KSA. Її було створено 1 квітня 2012 року. Це незалежний орган управління та регулятор азартних ігор в європейській частині Нідерландів. Азартні ігри в Кюрасао, що є частиною Нідерландів, регулюються окремо. Ksa фінансується за рахунок податкових надходжень від азартних ігор. Керівництвом займається Рада директорів.

## Легальність
Офлайн-ринок азартних ігор у Нідерландах складається з: монополії казино з 14 закладів (управляється Holland Casino), державної лотереї, благодійних лотерей, монополії на лото та спортивні ставки, монополії на перегони та приватних операторів 42 тис. ігрових автоматів у барах та ресторанах.
Організація азартних ігор в Нідерландах дозволяється лише за умови отримання ліцензії. Власникам ліцензій дозволяється рекламувати свої заклади, але рекламні матеріали мають відповідати всім нормам місцевого законодавства.

### Онлайн-казино
Нідерландське законодавство не передбачає жодних варіантів надання ліцензії на організацію азартних ігор в інтернеті. 1 березня 2019 року уряд прийняв Закон про віддалені азартні ігри (англ. The Bill on Remote Gambling), а набрати чинності він мав 1 січня 2021 року, згодом дату початку видачі ліцензій було перенесено на 1 березня 2021-го. Цей закон дозволить подавати заявки на отримання ліцензії на азартні ігри в інтернеті. Сам ринок азартних онлайн-ігор в Нідерландах мав би відкритися за шість місяців після набрання чинності закону. До цього часу азартні ігри в інтернеті є незаконними.
Перед початком запуску ринку онлайн-ігор, ліцензій місцевий регулятор Kansspelautoriteit (KSA) має перевірити й затвердити відповідні ліцензії, це також може тривати близько півроку після вступу в силу Закону про азартні ігри (англ. KOA). Врешті, експерти оцінювали можливість реального відкриття ринку з 1 вересня 2021 року.
У вересні 2020-го Рене Янсен, голова Управління з азартних ігор Нідерландів на конференції Gaming in Holland, заявив, що Голландський закон про віддалені ігри (Dutch Remote Gaming Act), має набрати чинності 1 березня 2021 року, а заявки на ліцензію повинні подаватися в електронному вигляді. Янсен пояснив затримку із введенням закону тим, що уряд перевіряє діяльність компаній-претендентів на отримання ліцензій щодо порушень законодавства країни протягом попередніх трьох років. Запуск онлайнових азартних ігор ще кілька разів переносили, з 1 вересня на 1 жовтня 2021 року. Як пояснив міністр з питань правового захисту Сандер Деккер, вступ у силу закону було перенесено, щоб гральний регулятор і представники бізнесу мали можливість повністю завершити підготовку до початку роботи.

## Історія
Загальний оборот легального сектору азартних ігор становить понад 2 млрд євро. Майже 500 млн євро перераховано на благодійні цілі; така ж сума надходить у казначейство.
19 лютого 2019 року Уряд затвердив законопроєкт про онлайнові азартні ігри. Це дозволило компаніям подавати заявки на отримання ліцензій в Нідерландах для організацій азартних ігор в інтернеті. До набрання чинності цього закону подібна діяльність є незаконною, точної дати початку дії закону уряд не публікував.
В серпні 2020-го регулювальні органи ринку азартних ігор Мальти (MGA) і Нідерландів (KSA) уклали Меморандум про взаєморозуміння (MoU) щодо співробітництва для боротьби з нелегальним гемблінгом. В рамках меморандуму влада держав планує обмінюватися досвідом та інформацією про нелегальні ігри, а також спільно вживати заходів щодо припинення нелегальних ігор.
2020 року ігрова галузь країни суттєво знизилась під час карантину, викликаного спалахом у країні пандемії COVID-19. З березня було закрито всі 14 казино країни. Закриття казино викликало падіння доходів на 58,7 % (до 146,3 млн євро) за перші півроку 2020-го. Holland Casino, після сплати податків у 28,3 млн євро, повідомило про збитки за січень-липень.
З моменту початку карантину, Нідерландське управління азартними іграми зафіксувало ріст активності нелегальних операторів азартних онлайн-ігор та їх рекламодавців. Оператори онлайнових казино намагаються скористатися тим, що наземні казино було тимчасово закрито через коронавірус. Оператори, які, незважаючи на заборону онлайн-ставок, продовжують приймати ставки в країні, мають сплачувати штрафи, щонайменше на 50 тис. євро, вищі за ті ж штрафи до пандемії.
В січні 2021 року в Нідерландах було засновано асоціацію азартних ігор (DGA). Це платформа для місцевого ринку онлайн-казино. Її співзасновником став виробник ігор Stakelogic, який планував через DGA надавати операторам свій ігровий контент. 
В лютому 2021 року Уряд Нідерландів опублікував правила азартних ігор. Серед інших, в них є заборона на використання атрибутики спортивних клубів у рекламі, при цьому спонсорство клубів досі дозволено. Також було заборонено робити ставки на матчі третього і нижчих дивізіонів Ередивізі, а також матчі команд до 21 року, на товариські матчі, неорганізовані FIFA. Ціна за обробку ліцензій була встановлена на рівні 48 тис. євро.

## Система самовиключення
З 1 березня 2021 року в Нідерландах заплановано початок системи самовиключення (самозаборони) гравцям на відвідування гральних закладів. Додати себе до Центрального реєстру виключень з азартних ігор (нід. Centraal Register Uitsluiting Kansspelen або Cruks) гравець зможе через державну систему DigiD, що використовується для ідентифікації резидентів та нерезидентів Нідерландів у інтернеті. Всім людям, вказаним у цьому списку, буде заборонено доступ до місцевих казино. З січня 2021 року система була відкрита для масового тестування для всіх охочих операторів та поставників обладнання. Після остаточного запуску ринку онлайнових ігор у вересні 2021 року всі оператори з ліцензією Нідерландів зобов'язані будуть інтегруватися з даною системою.